# Fjädervikt i fristil i brottning vid olympiska sommarspelen 1980
Herrarnas brottningsturnering i fristil i viktklassen fjädervikt vid olympiska sommarspelen 1980 avgjordes i CSKA Moskva i Moskva. 

## Medaljörer
| Klass      | Guld                                 | Silver                 | Brons                              |
| Fjädervikt | Magomedgasan Abusjev · Sovjetunionen | Miho Dukov · Bulgarien | Georgios Hatziioannidis · Grekland |

## Resultat
Legend
- TF — Vinst genom fall
- IN — Vinst genom att motståndaren skadas
- DQ — Vinst genom passivitet
- D1 — Vinst genom passivitet, vinnaren är också passiv
- D2 — Båda brottarna förlorade på grund av passivitet
- FF — Vinst genom förverkande
- DNA — Anlände inte
- TPP — Totala straffpoäng
- MPP — Matchstraffpoäng

Straff
- 0 — Vinst genom fall, teknisk överlägsenhet, passivitet, skada och förverkande
- 0.5 — Vinst på poäng, 8-11 poängs skillnad
- 1 — Vinst på poäng, 1-7 poängs skillnad
- 2 — Vinst på passivitet,  vinnaren är också passiv
- 3 — Förlust på poäng, 1-7 poängs skillnad
- 3.5 — Förlust på poäng, 8-11 poängs skillnad
- 4 — Förlust genom fall, teknisk överlägsenhet, passivitet, skada och förverkande

### Elimineringsrunda

#### Omgång 1
| TPP | MPP |                                | Poäng     |                         | MPP | TPP |
| --- | --- | ------------------------------ | --------- | ----------------------- | --- | --- |
| 0   | 0   | Magomedgasan Abusjev (URS)     | TF / 3:33 | Augustine Atasie (NGR)  | 4   | 4   |
| 0   | 0   | Ölziibayaryn Nasanjargal (MGL) | DQ / 7:30 | Adnan Kudmani (SYR)     | 4   | 4   |
| 4   | 4   | Jan Szymański (POL)            | TF / 5:27 | Miho Dukov (BUL)        | 0   | 0   |
| 0   | 0   | Raúl Cascaret (CUB)            | TF / 4:57 | Zoltán Szalontai (HUN)  | 4   | 4   |
| 0   | 0   | Phi Huu Tinh (VIE)             | DQ / 7:52 | Victor Kede Manga (CMR) | 4   | 4   |
| 1   | 1   | Georgios Hatziioannidis (GRE)  | 17 - 10   | Brian Aspen (GBR)       | 3   | 3   |
| 0   |     | Aurel Şuteu (ROU)              |           | Bye                     |     |     |

#### Omgång 2
| TPP | MPP |                         | Poäng     |                                | MPP | TPP |
| --- | --- | ----------------------- | --------- | ------------------------------ | --- | --- |
| 4   | 4   | Aurel Şuteu (ROU)       | 2 - 15    | Magomedgasan Abusjev (URS)     | 0   | 0   |
| 8   | 4   | Augustine Atasie (NGR)  | 1 - 16    | Ölziibayaryn Nasanjargal (MGL) | 0   | 0   |
| 8   | 4   | Adnan Kudmani (SYR)     | TF / 2:18 | Jan Szymański (POL)            | 0   | 4   |
| 1   | 1   | Miho Dukov (BUL)        | 8 - 8     | Raúl Cascaret (CUB)            | 3   | 3   |
| 4   | 0   | Zoltán Szalontai (HUN)  | TF / 4:24 | Phi Huu Tinh (VIE)             | 4   | 4   |
| 8   | 4   | Victor Kede Manga (CMR) | TF / 0:58 | Georgios Hatziioannidis (GRE)  | 0   | 1   |
| 3   |     | Brian Aspen (GBR)       |           | Bye                            |     |     |

#### Omgång 3
| TPP | MPP |                            | Poäng     |                                | MPP | TPP |
| --- | --- | -------------------------- | --------- | ------------------------------ | --- | --- |
| 6.5 | 3.5 | Brian Aspen (GBR)          | 4 - 15    | Aurel Şuteu (ROU)              | 0.5 | 4.5 |
| 1   | 1   | Magomedgasan Abusjev (URS) | 8 - 4     | Ölziibayaryn Nasanjargal (MGL) | 3   | 3   |
| 8   | 4   | Jan Szymański (POL)        | TF / 8:58 | Raúl Cascaret (CUB)            | 0   | 3   |
| 1.5 | 0.5 | Miho Dukov (BUL)           | 16 - 8    | Zoltán Szalontai (HUN)         | 3.5 | 7.5 |
| 8   | 4   | Phi Huu Tinh (VIE)         | DQ / 5:06 | Georgios Hatziioannidis (GRE)  | 0   | 1   |

#### Omgång 4
| TPP | MPP |                            | Poäng  |                                | MPP | TPP |
| --- | --- | -------------------------- | ------ | ------------------------------ | --- | --- |
| 5.5 | 1   | Aurel Şuteu (ROU)          | 10 - 5 | Ölziibayaryn Nasanjargal (MGL) | 3   | 6   |
| 2   | 1   | Magomedgasan Abusjev (URS) | 4 - 2  | Miho Dukov (BUL)               | 3   | 4.5 |
| 3   | 0   | Raúl Cascaret (CUB)        | 18 - 5 | Georgios Hatziioannidis (GRE)  | 4   | 5   |

#### Omgång 5
| TPP | MPP |                               | Poäng  |                     | MPP | TPP |
| --- | --- | ----------------------------- | ------ | ------------------- | --- | --- |
| 8.5 | 3   | Aurel Şuteu (ROU)             | 3 - 10 | Miho Dukov (BUL)    | 1   | 5.5 |
| 2.5 | 0.5 | Magomedgasan Abusjev (URS)    | 9 - 1  | Raúl Cascaret (CUB) | 3.5 | 6.5 |
| 5   |     | Georgios Hatziioannidis (GRE) |        | Bye                 |     |     |

### Sista omgångarna
| TPP | MPP |                               | Poäng     |                               | MPP | TPP |
| --- | --- | ----------------------------- | --------- | ----------------------------- | --- | --- |
|     | 1   | Magomedgasan Abusjev (URS)    | 4 - 2     | Miho Dukov (BUL)              | 3   |     |
|     | 3.5 | Georgios Hatziioannidis (GRE) | 3 - 14    | Magomedgasan Abusjev (URS)    | 0.5 | 1.5 |
| 3   | 0   | Miho Dukov (BUL)              | TF / 2:04 | Georgios Hatziioannidis (GRE) | 4   | 7.5 |